# Vittorio Tur
Vittorio Tur (Livorno, 30 marzo 1882 – Roma, 22 ottobre 1969) è stato un ammiraglio italiano, particolarmente distintosi dapprima nel corso della guerra d'Etiopia, dove fu comandante della Divisione Navale in A.O.I., e poi nel corso della guerra civile spagnola al comando della VII Divisione navale. Durante seconda guerra mondiale fu al comando della Forza Navale Speciale (FNS), unità creata allo scopo di effettuare operazioni anfibie, partecipando alla preparazione della mai attuata Operazione C3, e poi allo sbarco e all'occupazione della Corsica (Operazione Anton). Decorato con le Croci di Cavaliere e di Ufficiale dell'Ordine militare di Savoia, tre Medaglie d'argento, due di bronzo e una Croce di guerra al valor militare, oltre a quattro Croci al merito di guerra.

## Biografia

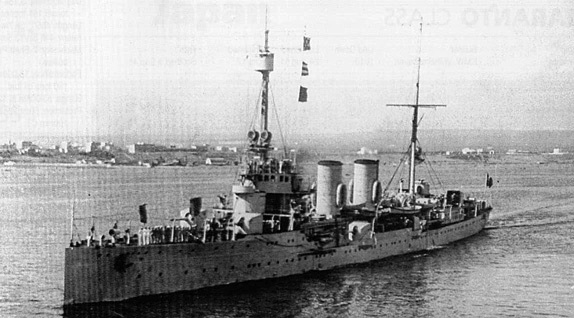
L'incrociatore leggero Bari in una foto del 1938.

Nacque a Livorno il 30 marzo 1882, figlio di Carlo e Ada Dolci. Arruolatosi nella Regia Marina, nel 1897 iniziò a frequentare Regia Accademia Navale, avente sede nella città natia,  uscendone nel 1901 con il grado di guardiamarina.
Tra il 1902 ed il 1904 partecipò alla crociera di circumnavigazione dell'ariete torpediniere Calabria, dopo di che fu imbarcato per alcuni anni su navi maggiori e prese parte, nel 1907-1908, ad una campagna idrografica da parte dell'ex avviso Staffetta in acque africane. Promosso tenente di vascello nel 1908, nel 1911-1912 partecipò alla guerra italo-turca a bordo della corazzata Sicilia.
Quanto l'Regno d'Italia entrò nella prima guerra mondiale, il 24 maggio 1915, ricopriva l'incarico di comandante in seconda del cacciatorpediniere Irrequieto; dopo breve tempo ebbe i suoi primi incarichi di comando, su torpediniere in Alto Adriatico. Per un'azione con una torpediniera al largo di Pola, gli fu conferita una Medaglia di bronzo al valor militare. Nel giugno 1917 fu promosso capitano di corvetta, e nel marzo 1918 gli fu assegnato il comando del Battaglione "Caorle" del Reggimento Marina, schierato sul fronte del Piave. Al comando del Battaglione "Caorle" partecipò alla battaglia del Solstizio ed alla battaglia di Vittorio Veneto, ricevendo per le sue azioni due Medaglie d'argento al valor militare ed un'altra Medaglia di bronzo.
Concluso il conflitto, sempre al comando del "Caorle", fu inizialmente stanziato a Pola, mentre nel 1919 gli fu affidato il comando del cacciatorpediniere Palestro, che tenne per due anni. Promosso capitano di fregata nel 1922, negli anni successivi alternò brevi incarichi a terra a La Spezia (nell'Arsenale e presso la Direzione Torpedini e Munizionamento) con i comandi dei cacciatorpediniere Impavido e Generale Achille Papa e delle relative Squadriglie. Nel 1928 è promosso a capitano di vascello e nominato comandante delle Scuole C.R.E.M. di Pola, incarico che lasciò l'anno successivo; nel 1934-1935, promosso a contrammiraglio, ricoprì l'incarico di Comandante Superiore del C.R.E.M.
Nel corso del 1935 divenne ammiraglio di divisione e ricevette il comando della Divisione Navale in A.O.I., alzando la sua insegna sull'incrociatore leggero Bari; in tale ruolo, fu dislocato in Africa Orientale durante la guerra d'Etiopia (dal 5 dicembre 1935 al 14 agosto 1936). Nel settembre 1936, divenuto comandante della VII Divisione Navale (con insegna sull'incrociatore leggero Eugenio di Savoia), partecipò alle operazioni navali connesse alla guerra civile spagnola. Nel biennio 1937-1939 fu di nuovo Comandante Superiore del C.R.E.M., mentre nel 1939 divenne Comandante Militare Marittimo Autonomo dell'Alto Adriatico.
Quando l'Italia entrò nella seconda guerra mondiale, il 10 giugno 1940, ricopriva l'incarico di comandante militare marittimo di Durazzo, in Albania. Nell'ottobre 1940 fu promosso ammiraglio di squadra e ricevette il comando della Forza Navale Speciale (FNS), unità creata allo scopo di effettuare operazioni anfibie. La FNS era costituita dagli incrociatori leggeri Bari e Taranto, dai cacciatorpediniere Carlo Mirabello ed Augusto Riboty, dalle torpediniere Antares, Altair, Aretusa, Andromeda, Angelo Bassini, Nicola Fabrizi e Giacomo Medici e dalle navi da sbarco Sesia, Tirso e Garigliano; suo compito iniziale sarebbe stata l'invasione ed occupazione dell'isola greca di Corfù, da effettuarsi il 28 ottobre 1940, in coincidenza con l'invasione della Grecia. Il maltempo, tuttavia, costrinse a rimandare l'operazione di alcuni giorni, finché l'andamento sfavorevole delle operazioni in terra greca indusse ad annullare lo sbarco a Corfù per dirottare le truppe sul fronte terrestre greco-albanese.
Tra il 29 aprile ed il 4 maggio 1941, a seguito del collasso della Grecia in seguito all'intervento tedesco, la Forza Navale Speciale procedette all'occupazione delle Isole Ionie.
Nel 1942 la Forza Navale Speciale venne incaricata dell’esecuzione dell'Operazione C3, la progettata conquista di Malta: secondo i piani, 19 navi da trasporto, 270 mezzi da sbarco ed una cinquantina di altri natanti, scortati da una trentina di siluranti, avrebbero dovuto sbarcare un totale di 62.000 uomini (nonché 1600 veicoli e 700 pezzi d’artiglieria) sulle coste dell'isola. L'ammiraglio Tur avrebbe dovuto dirigere l'operazione; per attuare lo sbarco (il primo giorno sarebbero stati sbarcati 35.000 uomini, seguiti da altri 25.000 nei giorni seguenti), la Forza Navale Speciale venne potenziata con l'assegnazione di motozattere, motolancie Classe ML, bragozzi, motovelieri e vaporetti lagunari convertiti in mezzi da sbarco, traghetti convertiti in navi da sbarco e diversi posamine. Nella prima metà del 1942 la Forza Navale Speciale, concentrata a Livorno si addestrò nelle operazioni di sbarco lungo le coste della Toscana, che presentavano una conformazione rocciosa simile a quella di Malta; ma nel luglio 1942, a seguito del favorevole andamento delle operazioni terrestri sul fronte libico-egiziano, l'Operazione C3 venne annullata.
L'11 novembre 1942 la Forza Navale Speciale (forte in totale di 146 unità di vario tipo), al suo comando, lasciò il porto di Livorno e sbarcò a Bastia, Ajaccio, Porto Vecchio e Santa Maura le truppe italiane incaricate dell’occupazione della Corsica durante l'Operazione Anton, l'occupazione italo-tedesca della Francia di Vichy. Lo sbarco (effettuato con parte degli uomini e mezzi destinati all'invasione di Malta), che non incontrò opposizione da parte delle modeste forze di Vichy ivi presenti, fu portato a termine senza inconvenienti, e l'isola venne agevolmente occupata.>
Nel gennaio 1943 fu nominato Comandante Militare Marittimo in Francia, con sede a Tolone, mentre in maggio passò al comando del Dipartimento Militare Marittimo del Basso Tirreno, con sede a Napoli, incarico che mantenne fino all'8 agosto dello stesso anno.
Quando fu annunciato l’armistizio di Cassibile, l'8 settembre 1943, egli si trovava a Roma; a seguito dell'occupazione tedesca dell'Italia centrale e settentrionale rimase in territorio occupato dalle forze tedesche, ma rifiutò di collaborare con le loro autorità o di aderire alla Repubblica Sociale Italiana. Il 30 marzo 1945 fu collocato in ausiliaria per raggiunti limiti di età, ma fu richiamato in servizio fino al 15 luglio dello stesso anno.
Morì a Roma il 22 ottobre 1969.

## Pubblicazioni
- Con i marinai d'Italia : da Bastia a Tolone : 11 novembre 1942-23 maggio 1943, L'Arnia, Roma, 1948.
- Plancia Ammiraglio Vol.1, Ediz. Moderne, Roma, 1958.
- Plancia Ammiraglio Vol.2, Ediz. Moderne, Roma, 1960.
- Plancia Ammiraglio Vol.3, Ediz. Canesi, Roma, 1963.
- La Guerra 1915 - '18 Commemorazione Cinquantenaria, con Ugo d'Andrea, Enzo Avallone e Roberto Lucifero, Volpe Editore, Roma, 1967.